# Honterus-Gymnasium
Das Honterus-Gymnasium (rumänisch Liceul Teoretic Johannes Honterus) ist eine Schule in Brașov (Kronstadt), Kreis Brașov, Siebenbürgen, Rumänien.

## Entstehungsgeschichte
Aus der Kronstädter Stadtschule ging im Zuge der Reformation 1541 das vom deutschen Reformator und Humanisten Johannes Honterus (1498–1549) gegründete „Studium Coronense“ hervor, das erste humanistische Gymnasium ganz Südosteuropas. Die Bildungsstätte, die bis 1948 schulgeldpflichtig war, zog aufgrund ihres hervorragenden Rufes im Laufe der Jahrhunderte nicht nur die Töchter und Söhne der Kronstädter Bürger an, sondern auch Schüler aus ganz Siebenbürgen, Ungarn und Rumänien. Johannes Honterus’ Denkmal, ein Werk des Berliner Bildhauers Harro Magnussen, steht bei der Stadtpfarrkirche „Schwarze Kirche“; die Statue zeigt mit dem Zeigefinger auf das Gymnasium.

## Allgemeines
Das Gymnasium, das heute überwiegend von rumänischen Schülern besucht wird, gilt auch heute noch als sehr weltoffen und hat weit über 1000 Schülerinnen und Schüler. Ungefähr 95 % der Schüler haben als Muttersprache Rumänisch. Unterrichtssprache ist aber Deutsch, außer im Kunstunterricht und in Psychologie. Nicht alle Lehrer sind deutsche Muttersprachler, da es schwer ist, aus Deutschland stammende Lehrer nach Rumänien zu holen. Die Lehrer mit Rumänisch als Muttersprache gingen oft selbst auf eine deutsche Schule. Schüler besuchen gerne die deutsche Schule, weil sie so eine zusätzliche Fremdsprache erlernen. Außerdem werden Englisch, Französisch und Latein angeboten. Ein reger, bei den Schülerinnen und Schülern sehr begehrter Schüleraustausch mit Schulen in Deutschland wird gepflegt.
Obwohl politische Themen laut Lehrerkonferenz von 1933 (Nationalsozialismus) nicht in die Schule gehörten, wurden diese Themen trotz allem behandelt. Adolf Meschendörfer, Dichter und Rektor, war der 93. Rektor der Honterusschule und gleichzeitig der letzte unter der Trägerschaft der evangelischen Landeskirche. Sein Sohn Harald Meschendörfer, Maler und Grafiker, der diese Schule auch besuchte, war Schüler von Adolf Meschendörfer und litt sehr unter der Strenge seines Vaters. Später besuchten noch seine Enkelkinder traditionsgemäß das Honterus-Gymnasium. Im 19. Jahrhundert war Ludwig Korodi ein Rektor des Gymnasiums.

## Im Zweiten Weltkrieg
Die Veränderungen der Schulpolitik aufgrund der politischen Situation im Zweiten Weltkrieg wurden schon nach dem Ausscheiden von Adolf Meschendörfer (1940) deutlich spürbar. Bereits im Sommer 1941 besetzte die Wehrmacht diverse Räume der Honterusschule, um dort ein Lazarett einzurichten. Im November 1941 wurden dann die Trägerschaften aller deutschen Schulen an die nationalsozialistisch orientierte Deutsche Volkspartei Rumäniens unterstellt. Unmittelbar nach der „Übernahme“ erfolgte eine Gleichschaltung und Säkularisation, denn Religion und Glaubensrichtung passten nicht mehr in das politische Konzept. Der 23. August 1944 wurde zum Schicksalstag für die Deutschen in Rumänien und für die Honterusschule. An diesem Tag löste das rumänische Heer das Bündnis mit Deutschland auf. Als dann am selben Tag noch die Nachrichtenzentrale der deutschen Truppen mit direkter Verbindung zur Wolfsschanze (Ostpreußen) in den Kellergewölben der Schule gefunden wurde, besetzten alle Mitglieder der Volkspartei Rumäniens verschiedene Klassenräume. Teile der rumänischen Armee gingen vor der Schule in Stellung, um diese zu beschießen. Alle Deutschen wurden auf das Übelste beschimpft und kollektiv als Nazis (umgangssprachlich: Hitleristen) bezeichnet. Gleichzeitig wurden den Deutschen in Rumänien sämtliche bürgerliche Rechte aberkannt, Lehrer wurden inhaftiert, Lehrmaterial zerstört sowie eine Meldepflicht für alle Deutschen und Ungarn im Alter von 16 bis 65 Jahren bei den jeweiligen Polizeistationen ausgesprochen. Die deutschen Schulen hatten vom 23. August 1944 an keine rechtliche Grundlage mehr, erst Ende 1945 bekam die Landeskirche eine vorläufige Genehmigung zur Weiterführung der deutschen Minderheitenschulen.

## Die Nachkriegszeit
Die Trägerschaft der Schulen wurde erst 1946, angeblich für immer, der Landeskirche übergeben. Die Landeskirche war trotz der Freude über den Erfolg, die Schulen vor der sofortigen Auflösung retten zu können, nicht in der Lage, die finanziellen Mittel für die Reparaturen aufzubringen. Gehälter für Lehrer und Ausgaben für das Lehrmaterial wurden teilweise nicht oder wesentlich später bezahlt. Das Honterus-Gymnasium war von 1945 an wieder in den Gebäuden der Evangelischen Kirche an der Schwarzen Kirche untergebracht. Am Ende des Schuljahrs 1948 wurde dem Honterus-Gymnasium mitgeteilt, dass es in das Gebäude des ehemaligen deutschen Mädchengymnasiums am Katharinentor umziehen könne. Dieses Gebäude war 1945 von der Roten Armee requiriert und als Lazarett benutzt worden. Die Lehrer und Schüler des Honterus-Gymnasiums säuberten das Lazarett am Anfang der Sommerferien und freuten sich auf die neue Schule, in der sie das nächste Schuljahr beginnen sollten. Am Anfang des neuen Schuljahrs wurde das gesäuberte Schulgebäude von den rumänischen Behörden wieder beschlagnahmt und der Forstakademie übergeben. Heute ist das Honterus-Gymnasium in seinem alten renovierten Gebäude am Platz der Schwarzen Kirche untergebracht.
Im Oktober 1948 folgte ein neues Schulgesetz, das wieder die Schulen von der Kirche trennte. Das deutsche Schulgesetz wurde per Gesetz aufgelöst, das Schulgeld abgeschafft und eine bessere Versorgung und höhere Gehälter für die Lehrerschaft beschlossen. Mädchen und Jungen konnten jetzt uneingeschränkt gemeinsam die Schulen besuchen. Trotz der angeblichen Vorteile des neuen Gesetzes kam es zum kollektiven Widerstand bei den meisten Lehrern und Schülern, da das neue Gesetz schwerwiegende Folgen hatte. Die Lehrerschaft wurde gezwungen, die Ideologie im Sinne des Marxismus-Leninismus zu vertreten, die Lehrbücher und Lehrpläne wurden alle einheitlich gehalten und die Schule durch ein unüberschaubares Netzwerk des rumänischen Geheimdienst (Securitate) unterwandert. Dieser Widerstand hatte Folgen; so wurde der Stadtpfarrer Konrad Möckel angeklagt (sogenannte Schwarze Kirche Prozesse), weil er sich den staatlichen Nationalisierungsmaßnahmen widersetzte, und das Dokument der Nationalisierung des Honterus-Gymnasiums ins Gemäuer der Sakristei der Schwarzen Kirche einmauerte, um es der Nachwelt zu erhalten. Das Honterus-Gymnasium verlor 1948 auch seinen Namen, es hieß jetzt „Lyzeum Nr.2 mit deutscher Unterrichtssprache“ (ab 1956 wieder Johannes Honterus Lyzeum) und war lange Zeit das einzige deutsche Gymnasium in Rumänien; nur Eliteschüler, die aus ganz Rumänien ausgesucht wurden, konnten die Honterusschule besuchen, die erst 1956 wieder in die alten Gebäude gegenüber der Schwarzen Kirche ziehen konnte.

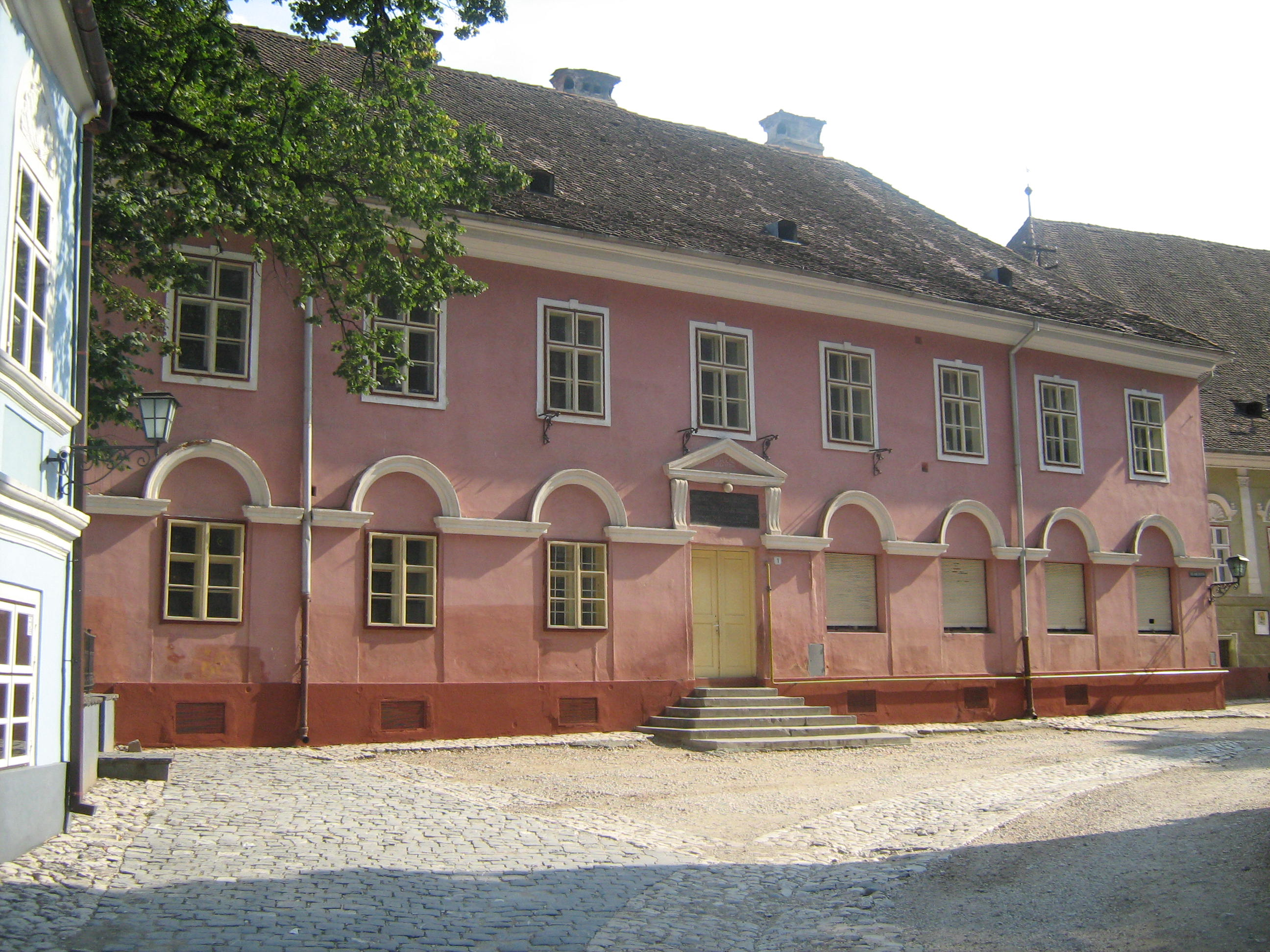
Gebäude A (Klassen 1–4)
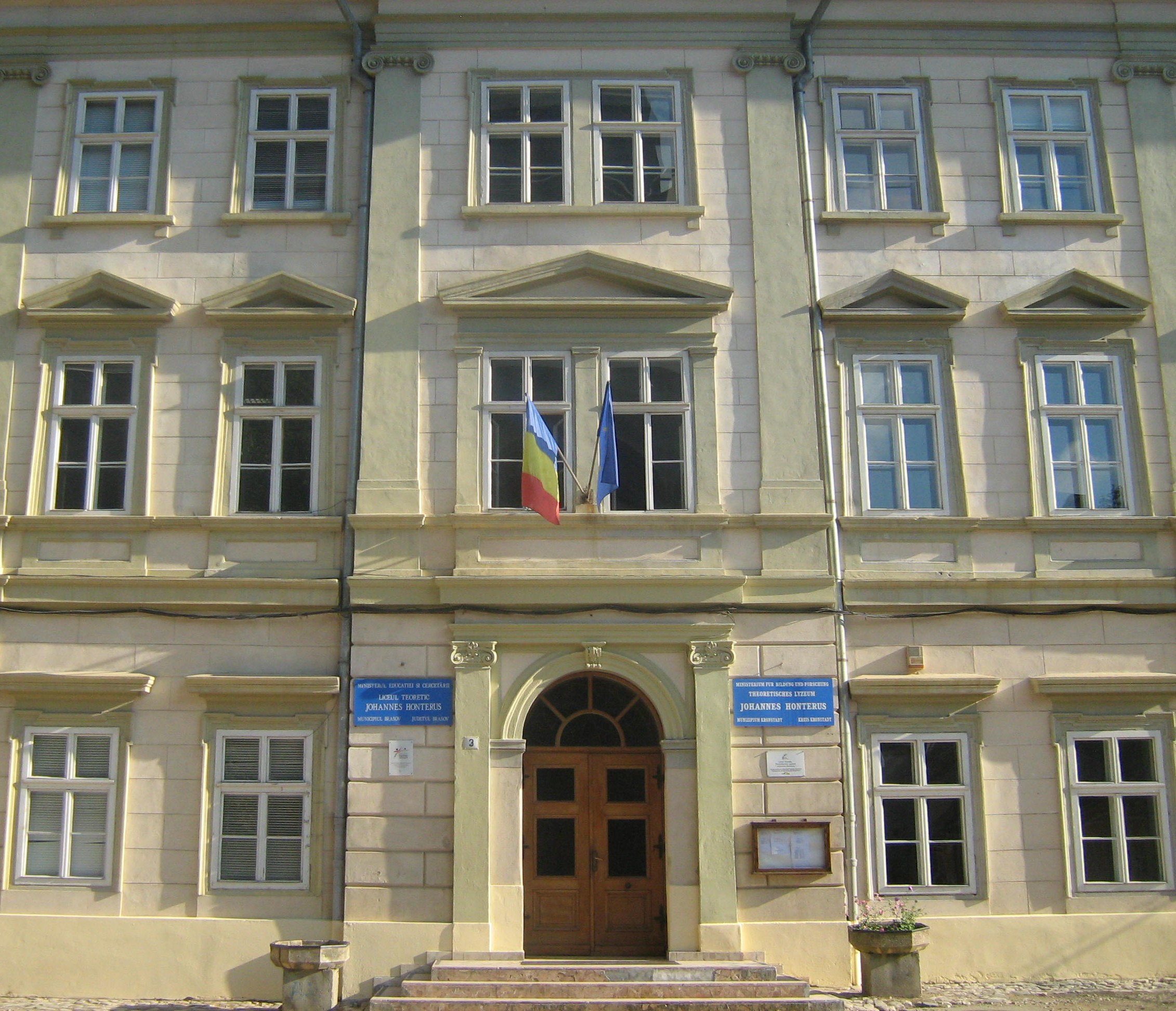
Gebäude B
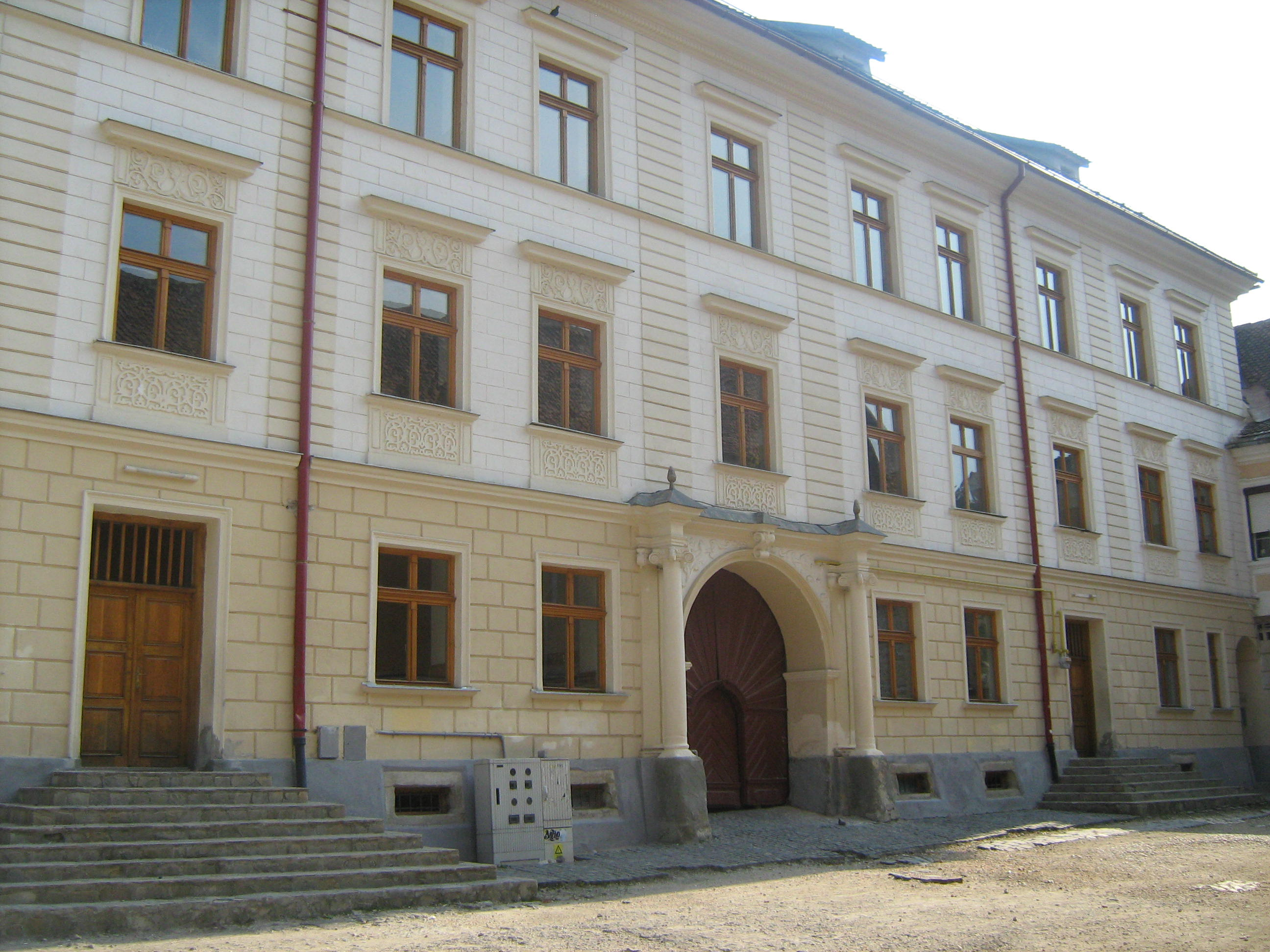
Gebäude C

## Persönlichkeiten

### Rektoren
- Valentin Wagner (ca. 1510–1557), Ev. Theologe und Reformator, Rektor von 1544–1549.
- Johannes Sommer (1542–1574), Schriftsteller und unitarischer Theologe
- Valentin von Greißing (1653–1701), Pädagoge, evangelischer Theologe und Philologe, Rektor der Schule.
- Ludwig Korodi (1834–1901), Ev. Theologe und Philologe.

### Lehrer
- Paulus Kyr († 1588), Stadtarzt, Autor und Lehrer für Gesundheitspflege.
- Petrus Mederus (1602–1678), Dichter, Lehrer und Geistlicher, Rektor der Schule.
- Johann Gorgias (1640–1684), Schriftsteller, Rektor der Schule.
- Marcus Fronius (1659–1713), evangelischer Theologe und Pädagoge.
- Ludwig Korodi (1834–1901), Philologe, Rektor der Schule.
- Christoph Gusbeth (1842–1913), Lehrer und siebenbürgendeutscher Politiker.
- Julius Paul Römer (1848–1926), Botaniker.
- Lutz Korodi (1867–1954), Lehrer und Politiker.

### Schüler
- Christian Schesaeus (1536–1585), siebenbergisch-sächsischer Pfarrer, Geschichtsschreiber und Dichter
- Petrus Mederus (1602–1678), Dichter, Lehrer und Geistlicher
- Matthias Miles (1639–1686), Historiker
- Johann Gorgias (1640–1684), Schriftsteller
- Valentin von Greißing (1653–1701), Pädagoge, evangelischer Theologe und Philologe
- Daniel Croner (1656–1740), Theologe und Organist
- Wasil Aprilow (1789–1847), Arzt
- Joseph Trausch (1795–1871), Historiker und Literaturwissenschaftler
- Ludwig Korodi (1834–1901), Philologe
- Eduard Gusbeth (1839–1921), Arzt, Medizinhistoriker und Heimatforscher
- Julius Paul Römer (1848–1926), Botaniker.
- Heinrich von Wlislocki (1856–1907), Sprachwissenschaftler und Volkskundler
- Lutz Korodi (1867–1954), Lehrer und Politiker
- Roderich Gooß (1879–1951), Historiker
- Oswald Thomas (1882–1963), Astronom
- Adolf Josef Storfer (1888–1944), Psychoanalytiker aus dem Kreis um Sigmund Freud
- Fritz Kimm (1890–1979), Grafiker und Maler
- Valeriu Lucian Bologa (1892–1971), Arzt, Heimatforscher und Medizinhistoriker
- Heinrich Zillich (1898–1988), Schriftsteller und Vertriebenenfunktionär
- Hermann Gross (1903–2002), Wirtschaftswissenschaftler
- Helfried Weiß (1911–2007), Maler, Zeichner und Kunsttheoretiker
- Arnold Huttmann (1912–1997), Kardiologe und Medizinhistoriker
- Paul Philippi (1923–2018), Ev. Theologe und Politiker
- Andreas Möckel (1927–2019), Sonderpädagoge und Historiker
- Friedrich Schreiber (* 1934), SPD-Politiker
- Klaus Hensel (* 1954), Schriftsteller und Journalist